# Markus Ottosson
Johan Otto Markus Ottosson, född 17 augusti 1986, är en svensk längdskidåkare, företrädesvis långlopp. Han tävlar för Skellefteå Skidklubb och Lager 157 Ski Team, och har varit bäste svensk i Vasaloppet två gånger.

## Biografi
Ottosson har gått skidgymnasium i Lycksele samt studerat två år i Meråker, Norge. Ottosson har en kandidatexamen i biomedicin från Umeå universitet och bor utanför Timrå. Långloppsåkaren Jan Ottosson är Markus Ottossons farbror, och efter ett antal år i olika landslagsgrupper har Markus Ottosson ändrat fokus och satsar nu även han på de längre distanserna.

## Längdskidor
Ottosson tävlar i Ski Classics. Ottosson kom 4:a i Sprint-SM (skate) 2006, 2:a i Alliansloppet 2014, 1:a i rullskidtävlingen Nybrorullen 2015, 6:a i Nordenskiöldsloppet 2016 och 12:a i Toblach-Cortina Classic 2017. År 2016 vann han Fossavatn Ski Marathon 50 km på Island. Markus Ottosson slutade på plats 6 i Vasaloppet 2016, två sekunder efter vinnaren. År 2017 blev det plats 4, på samma tid (03:57:18) som vinnaren John Kristian Dahl.
Ottosson har tidigare tävlat för Kågedalens SK, Skellefteå SK och IFK Umeå.